# Mi querida señorita
Mi querida señorita é um filme de drama espanhol de 1972 dirigido e escrito por Jaime de Armiñán. 
Foi indicado ao Oscar de melhor filme estrangeiro na edição de 1973, representando a Espanha.

## Elenco
- José Luis López Vázquez - Adela Castro Molina/Juan
- Julieta Serrano - Isabelita
- Antonio Ferrandis - Santiago
- Enrique Ávila - José María
- Lola Gaos - tia Chus
- Chus Lampreave
- Mónica Randall - Feli
- José Luis Borau - médico